# Partícula massiva que interage fracamente
Partículas massivas de interação fraca (do inglês: Weakly interacting massive particles, abreviado WIMP) são partículas hipotéticas que são um dos candidatos propostos para matéria escura. Não existe uma definição clara de um WIMP, mas em geral, um WIMP é uma nova partícula elementar que interage por meio da gravidade e qualquer outra força (ou forças), potencialmente não parte do próprio Modelo Padrão, que é tão fraco ou mais fraco que a força nuclear fraca, mas também não desaparece em sua força. Espera-se que muitos candidatos WIMP tenham sido produzidos termicamente no início do Universo, de forma semelhante às partículas do Modelo Padrão de acordo com a cosmologia do Big Bang, e geralmente constituirá matéria escura fria. 
A obtenção da abundância correta de matéria escura hoje por meio da produção térmica requer uma seção transversal de auto-aniquilação, que é aproximadamente o que se espera para uma nova partícula na faixa de massa de 100 GeV que interage por meio da força eletrofraca. Como as extensões supersimétricas do modelo padrão da física de partículas predizem prontamente uma nova partícula com essas propriedades, essa aparente coincidência é conhecida como "milagre WIMP", e um parceiro supersimétrico estável há muito é um candidato principal ao WIMP. No entanto, resultados nulos recentes de experimentos de detecção direta, juntamente com a falha em produzir evidências de supersimetria no experimento do Large Hadron Collider (LHC) lançou dúvidas sobre a hipótese mais simples do WIMP. Os esforços experimentais para detectar WIMPs incluem a busca por produtos de aniquilação WIMP, incluindo raios gama, neutrinos e raios cósmicos em galáxias próximas e aglomerados de galáxias; experimentos de detecção direta projetados para medir a colisão de WIMPs com núcleos em laboratório, bem como tentativas de produzir WIMPs diretamente em colisões, como o LHC.

## Características
WIMPs seriam partículas que não interagiriam com a matéria visível por nenhuma força mais intensa que a força fraca, exceto pela força gravitacional.

## História
Enquanto físicos das partículas geralmente aceitam WIMPs como a melhor explicação para a matéria escura, astrofísicos tendem a aceitar a estelar dos MACHOs. Os MACHOs já foram o modelo mais largamente aceito, mas poucos foram encontrados. Desse modo, WIMPs são um modelo mais aceito atualmente — embora nenhum ainda tenha sido observado.[carece de fontes?]

## Detecção
Como interagem fracamente com a matéria visível, WIMPs, se existem, são difíceis de detectar. O ruído causado por raios cósmicos dificultariam a detecção de WIMPs.
A solução para tentar detectar WIMPs é usar do mesmo expediente daquela utilizada para observar neutrinos: faz-se a pesquisa a cerca de um quilômetro embaixo da terra, onde os raios cósmicos seriam 1 milhão de vezes mais fracos que à superfície.

## Limitações da teoria
Mesmo se considerando WIMPs e MACHOs responsáveis pela matéria escura, dois terços da matéria do universo não "teria explicação". Essa parcela da matéria não observável (exceto pela interação gravitacional) é, por vezes, chamada de  DUNNOS (Dark Unknown Nonreflective Nondetectable Objects Somewhere, ou Objetos Escuros Não-reflexivos Não-detectáveis Algures).[carece de fontes?]